# Strange Lady in Town
Strange Lady in Town is een Amerikaanse western uit 1955 onder regie van Mervyn LeRoy. De film werd destijds in Nederland uitgebracht onder de titel Een vrouw in opspraak.

## Verhaal
Julia Winslow Garth is een arts in Santa Fe die vecht voor vrouwenstemrecht. De conservatieve inwoners van de stad wantrouwen haar. Ze krijgt hulp van dokter Rourke O'Brien, die een oogje heeft op haar. Gaandeweg begint O'Brien haar kant van de zaak in te zien. Ze krijgt ook moeilijkheden met haar broer, die vogelvrij wordt verklaard. De inwoners van Santa Fe zijn van plan haar de stad uit te jagen, maar ze wordt geholpen door Mexicanen en indianen die haar persoonlijkheid hebben geaccepteerd.

## Rolverdeling
| Acteur                  | Personage               |
| ----------------------- | ----------------------- |
| Greer Garson            | Dr. Julia Winslow Garth |
| Dana Andrews            | Dr. Rourke O'Brien      |
| Cameron Mitchell        | Luitenant David Garth   |
| Lois Smith              | Spurs O'Brien           |
| Walter Hampden          | Pastoor Gabriel Mendoza |
| Pedro Gonzalez Gonzalez | Martinez-Martinez       |
| Joan Camden             | Norah Muldoon           |
| Anthony Numkena         | Tomascito Diaz          |
| José Torvay             | Bartolo Diaz            |
| Adele Jergens           | Bella Brown             |
| Robert J. Wilke         | Karg                    |
| Frank DeKova            | Anse Hatlo              |
| Russell Johnson         | Shadduck                |
| Gregory Walcott         | Scanlon                 |
| Douglas Kennedy         | Slade Wickstrom         |